# Front Row
Front Row – program komputerowy opracowany i rozwijany przez firmę Apple dla komputerów własnej produkcji. Pozwala on w trybie pełnoekranowym na przeglądanie zdjęć (zawartych w bibliotece programu iPhoto), odsłuchiwanie muzyki (zawartej w bibliotece programu iTunes), jak również odtwarzanie filmów (znajdujących się w bibliotece programu iMovie, na płytach DVD i w internecie). Front Row nie został dołączony do OS X Lion.
Front Row stworzony został do współpracy ze specjalnym pilotem dołączanym do komputerów firmy Apple (m.in. do iMac G5, MacBook, MacBook Pro, Mac mini). Program, jak i pilota charakteryzuje prostota obsługi (pilot posiada jedynie 6 przycisków kontroli: wstecz, dalej, głośniej, ciszej, pauza/odtwarzanie, menu) przez co używanie programu nie nastręcza większych trudności. Menu programu zbudowane jest w sposób hierarchiczny: wybór poszczególnych opcji menu wywołuje kolejne podmenu, aż do odnalezienia komend sterujących pracą programu.